# Nicholas Shepherd-Barron
Nicholas Ian Shepherd-Barron is een Brits wiskundige, die actief is op het gebied van de algebraïsche meetkunde. Hij is hoogleraar wiskunde aan de Universiteit van Cambridge en een Fellow van Trinity College, Cambridge.
Hij behaalde in 1981 onder de supervisie van Miles Reid zijn doctoraat aan de Universiteit van Warwick. Hij werkte aanvankelijk op het gebied van de birationale meetkunde en de Mori-theorie. In 2006 werd hij verkozen tot Fellow of the Royal Society. Zijn werk heeft een grote invloed gehad op de moderne classificatie van hoger-dimensionale variëteiten.
Hij is de zoon van de Schotse uitvinder, John Shepherd-Barron. 